# Hadjidímovo
El municipi de Hadjidímovo (búlgar: Община Хаджидимово) és un municipi búlgar pertanyent a la província de Blagòevgrad, amb capital a la ciutat homònima. Es troba al sud-est de la província, i és fronterer amb el municipi grec de Kato Nevrokopi
L'any 2011 tenia 10-091 habitants. Gairebé el 28% dels habitants del municipi viuen a la capital municipal, Hadjidímovo.

## Localitats
El municipi es compon de les següents localitats:
| - Hadjidímovo (Хаджидимово) - Ablanitsa (Абланица) - Beslen (Беслен) - Blatska (Блатска) - Gaitaninovo (Гайтаниново) - Ilinden (Илинден) - Koprivlen (Копривлен) - Laki (Лъки) | - Nova Lovtxa (Нова Ловча) - Novo Leski (Ново Лески) - Paril (Парил) - Petrelik (Петрелик) - Sadovo (Садово) - Teplen (Теплен) - Teixovo (Тешово) |